# Paleoquiropterígids
Els paleoquiropterígids (Palaeochiropterygidae) són una família extinta de ratpenats que tingueren una distribució holàrtica durant l'Eocè, fa entre 40,4 i 48,6 milions d'anys. Se n'han trobat restes fòssils a Alemanya (incloent-hi el jaciment de Messel), Bèlgica, els Estats Units, França, l'Índia, Turquia i la Xina. L'allargament i la càrrega de les ales, juntament amb les arnes i els tricòpters descoberts en estómacs de paleoquiropterígids fan pensar que eren voladors lents, però de gran agilitat.